# 国際取引所連合
国際取引所連合（こくさいとりひきじょれんごう、World Federation of Exchanges, WFE）は、世界の主要取引所が加盟する国際機関。旧・国際証券取引所連合（Federation Internationale des Bourses de Valeurs, FIBV）。

## 概要
国際取引所連合は欧州証券取引所連合（Federation of European Securities Exchanges, FESE）を前身とし、1961年にロンドン証券取引所などが加盟して国際証券取引所連合として正式に発足した。その後、加盟取引所がデリバティブ市場、クリアリング機構など他の金融サービス行うようになり、2001年の年次総会で国際取引所連合に改称された。

## 加盟取引所数
世界47ヶ国･地域の56取引所（2007年10月15日時点）

## 主要加盟取引所
- 1961年 ロンドン証券取引所
- 1966年 ニューヨーク証券取引所
- 1970年 東京証券取引所
- 1973年 大阪証券取引所
- 2007年 ジャスダック